# Стрешнево (станция МЦК)
Стре́шнево — остановочный пункт на Малом кольце Московской железной дороги, станция маршрута городского поезда — Московского центрального кольца. Открыта 10 сентября 2016 года вместе с открытием пассажирского движения на МЦК. Названа по району Покровское-Стрешнево, рядом с которым расположена.

## Расположение
Располагается между платформами Балтийская и Панфиловская. Находится на границе районов Сокол и Щукино, рядом с районом Покровское-Стрешнево. Две платформы и два вестибюля, совмещённые с надземными пешеходными переходами над путями. Выход из северного вестибюля — к остановочному пункту Стрешнево, из южного вестибюля — к Светлому и 1-му Красногорскому проездам, Волоколамскому шоссе, улице Константина Царёва.

## Пересадки
На Рижском направлении Московской железной дороги построены новые платформы остановочного пункта Стрешнево, который располагается у северного конца платформы. Дальность пересадки между платформами МЦК и Рижского направления составляет всего 20 метров, их связывает крытый наземный переход, открытый 12 июня 2019 года. Пересадка должна была разгрузить станции метро «Тушинская» и «Дмитровская».

## Пассажиропоток
Из 31 станции МЦК Стрешнево занимает 26-е место по популярности. В 2017 году средний пассажиропоток по входу и выходу составил 8 тыс. чел. в день и 231 тыс. чел. в месяц. Пассажиропоток согласно проекту должен был составить около 5,7 тысячи человек в час пик.

## Происшествия
20 июля 2016 года во время тестовой обкатки электропоезд ЭД4М поцарапал платформу. После этого допущенная при строительстве ошибка была исправлена.

## Наземный общественный транспорт
На этой станции можно пересесть на следующие маршруты городского пассажирского транспорта:
- Автобусы: 243, 621
- Трамваи: 23, 30, 31

## Фотогалерея

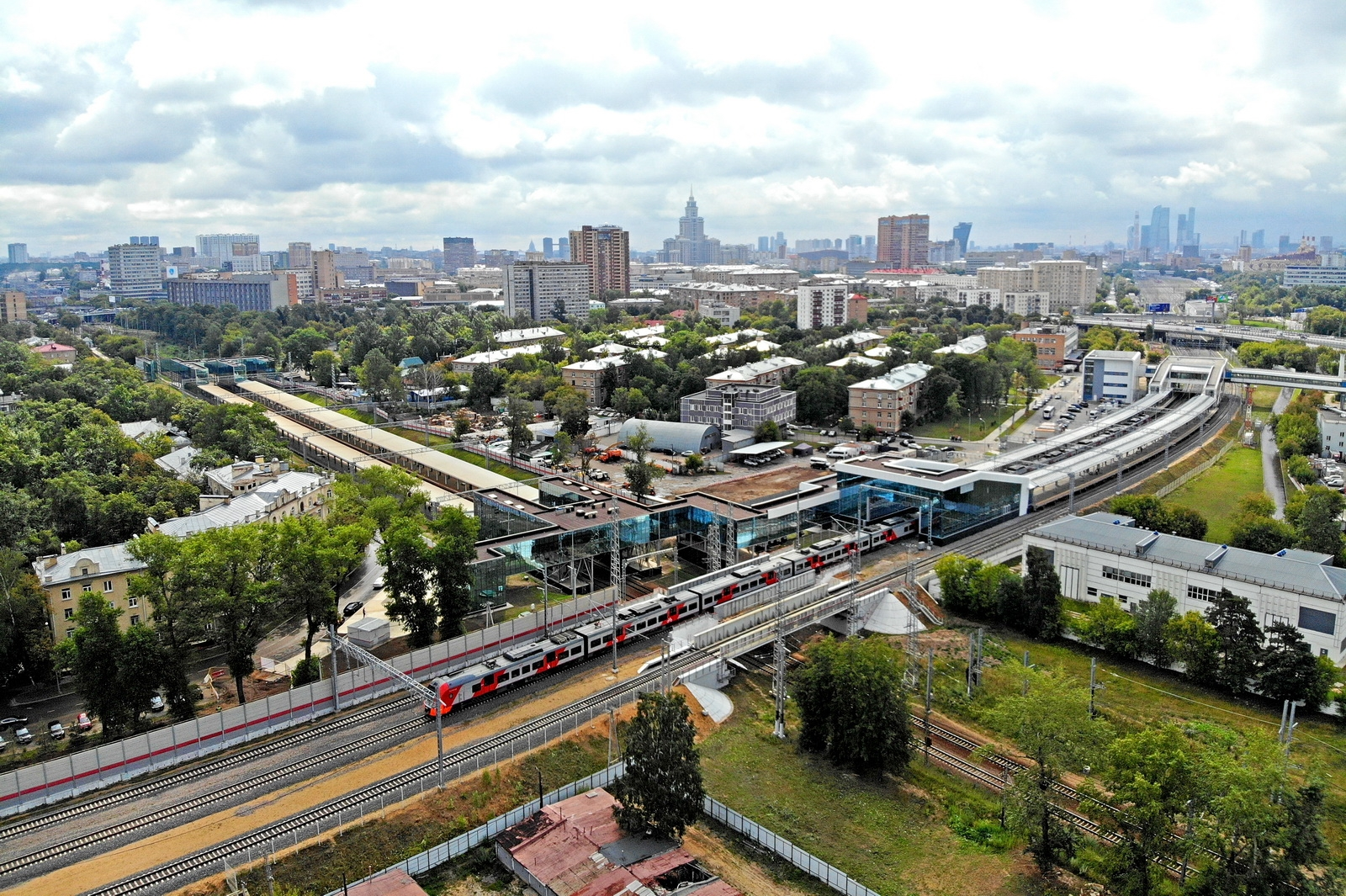
Общий вид на северный терминал транспортно-пересадочного узла «Стрешнево»
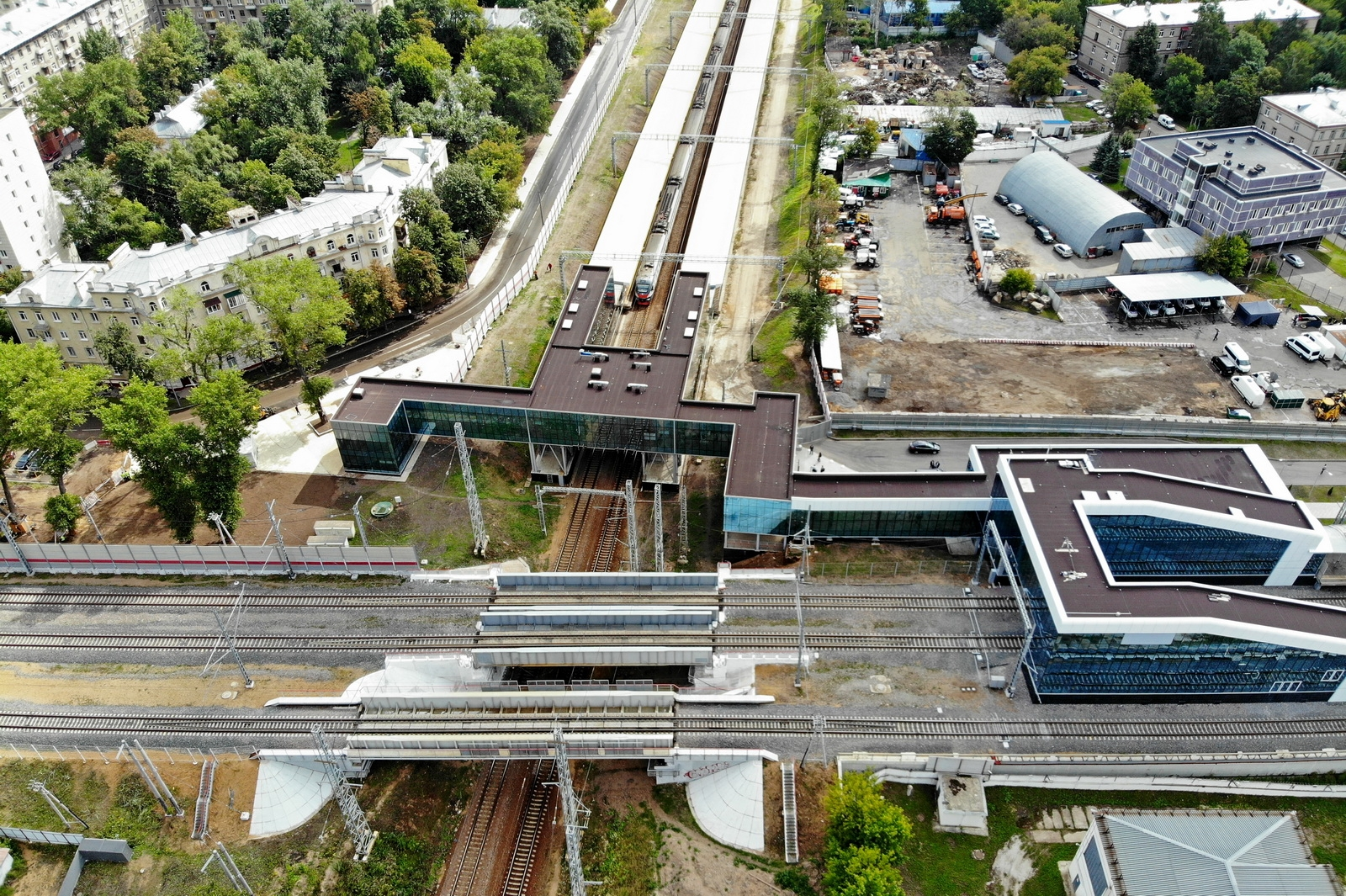
Переход со станции МЦК «Стрешнево» на одноимённую платформу Рижского направления МЖД и линии МЦД-2
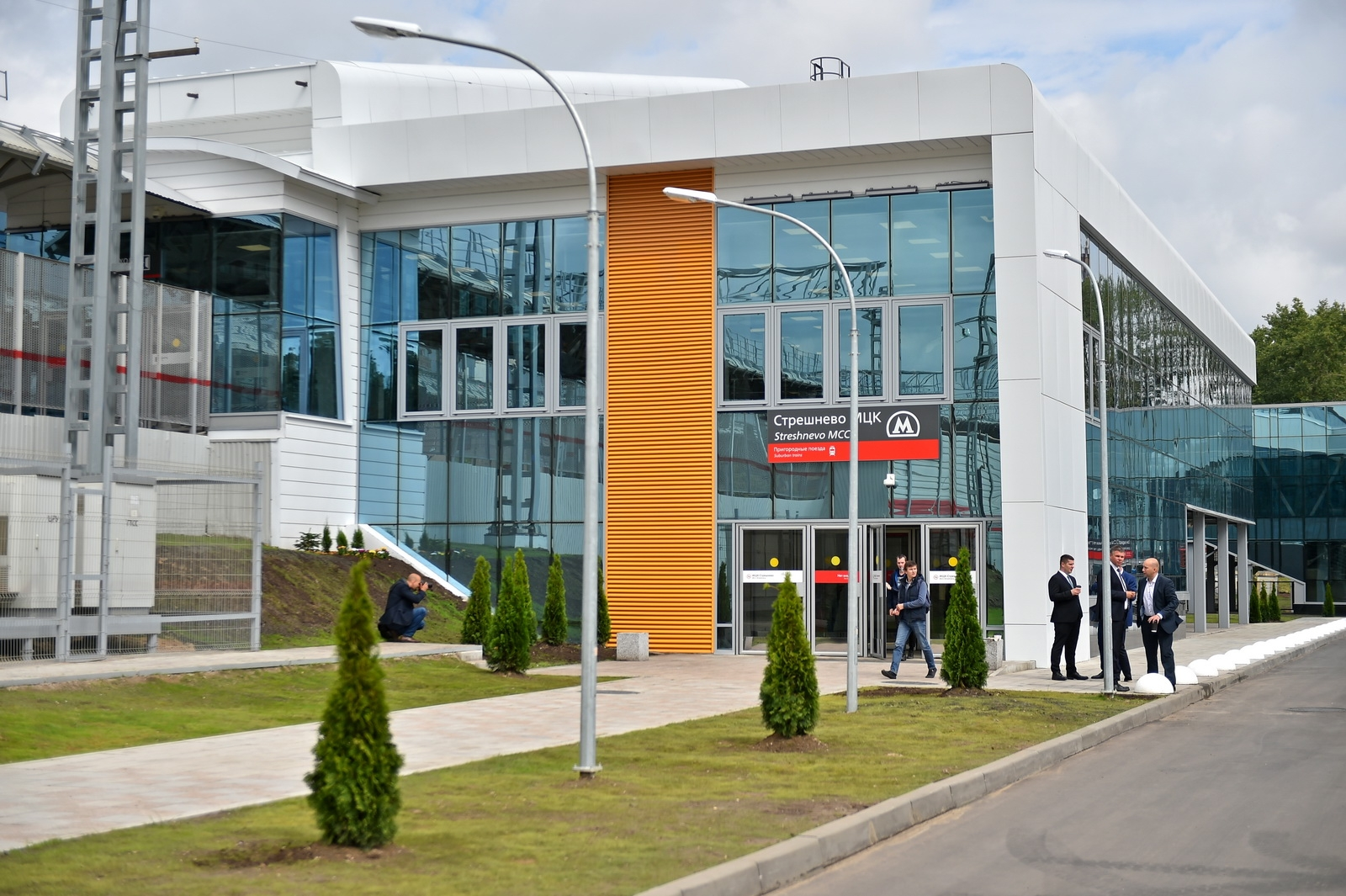
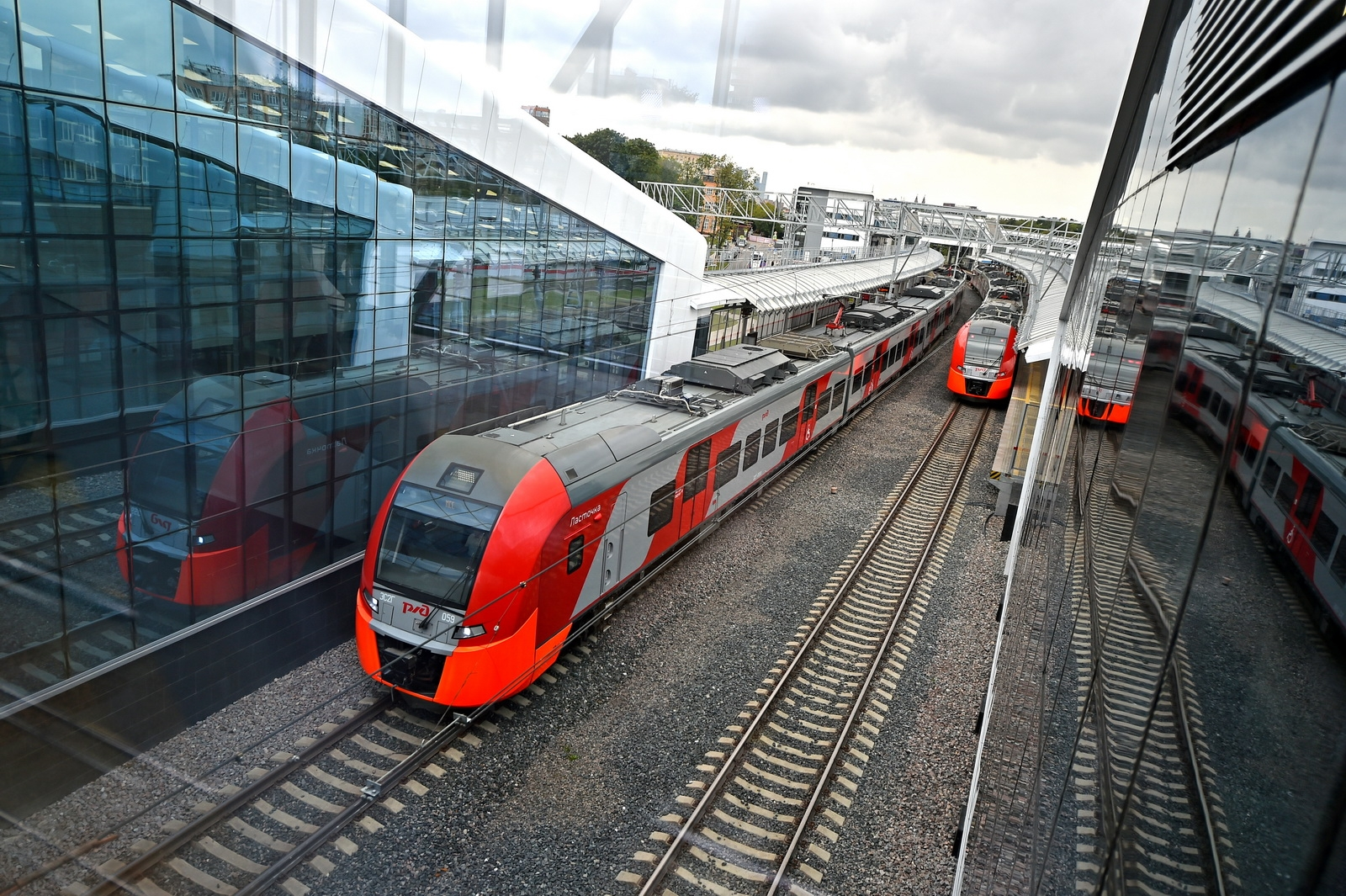
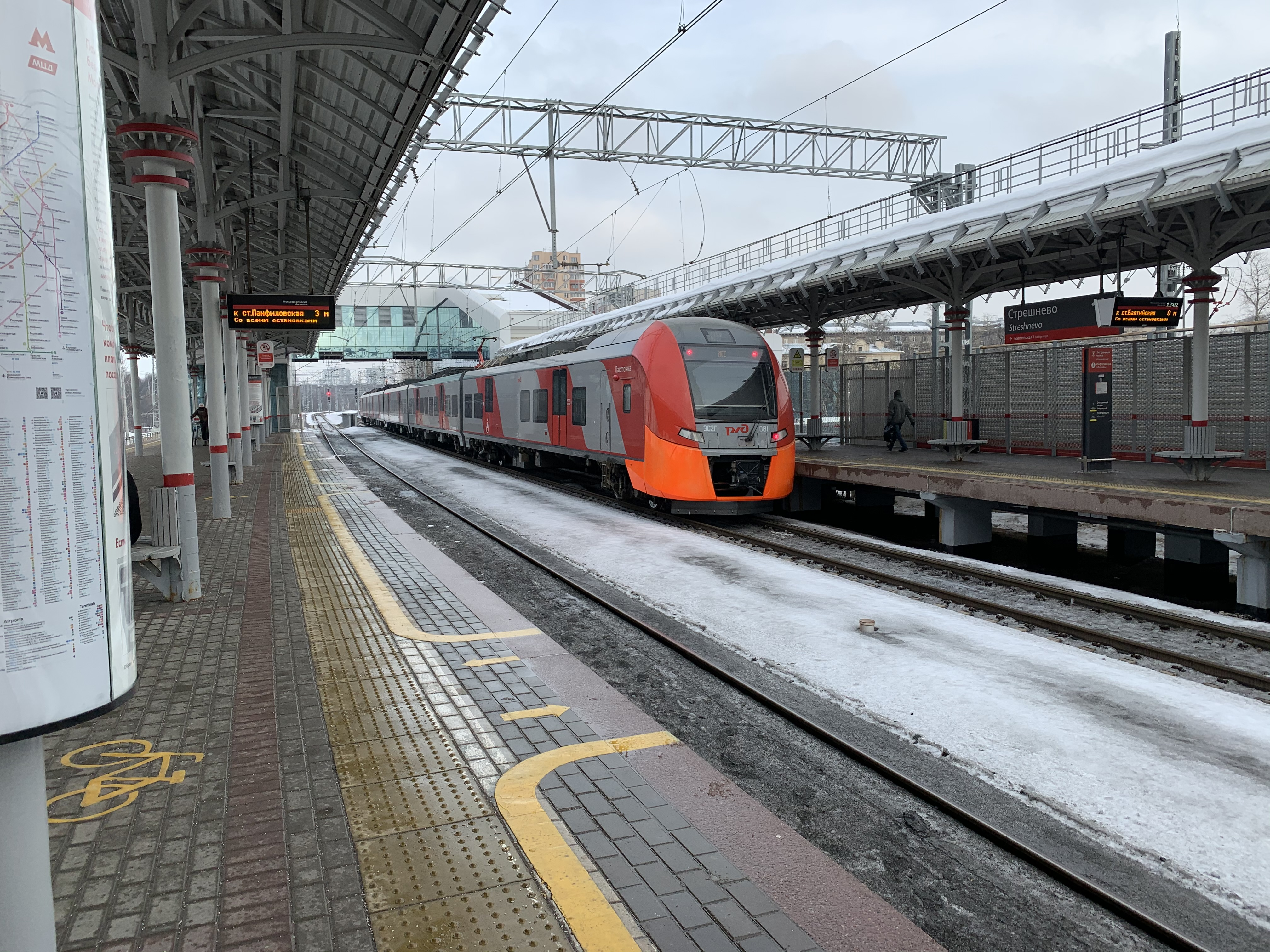